# Оньмесь
Оньмесь — село в Прилузькому районі Республіка Комі, Росія. Входить до складу сільського поселення Ношуль .

## Історія
Село названа на честь річки Оньмесь — лівої притоки річки Луза.

## Географія
Село розташоване на лівому березі річки Лузи.

### Клімат
Клімат помірно-континентальний. Зима довга, холодна, а літо коротке. Влітку активність циклонів сповільнюється, а восени навпаки посилюється, тому кількість опадів збільшується. Осінь і весна холодні.

## Населення
2002 року населення складало 286 жителів, більшість населення становили: комі (47 %), росіяни (45 %). Населення села старіє.

## Іфраструктура та транспорт
У селі є:
- Таксофон;
- Відділення поштового зв'язку пошти Росії по вулиці Поштова 4;
- Оньмесьская бібліотека-філія № 23 муніципальної установи культури Прілузской межпоселенческого централізованої бібліотечної системи[5].
- Водорозбірних колонок в селі немає, тому населення користується криницями[4].

Продукти харчування й товари доставлятися в літню пору з установкою наплавних мостів раз в тиждень. Так в 2020 році з 9 червня доставлялися по четвергах.
Автомобільний транспорт залежить від рівня води в верхів'ях річки Луза і пори року. При підвищенні рівня аппарелі на наплавних мостах через річку піднімаються і рух транспортних засобів припиняється.

## Економіка
Рівень безробіття в селі один з найвищих по району. З 2006 по 2015 роки в селі займалося лісозаготівлею ТОВ «Верхолузський лісопункт».